# Hiram A. Tuttle

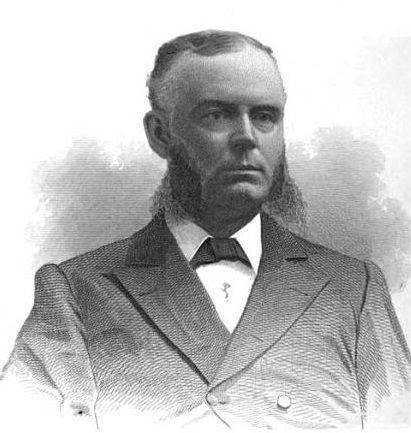
Hiram A.Tuttle

Hiram Americus Tuttle (* 16. Oktober 1837 in Barnstead, Belknap County, New Hampshire; † 10. Februar 1911 in Pittsfield, New Hampshire) war ein US-amerikanischer Politiker und von 1891 bis 1893 Gouverneur des Bundesstaates New Hampshire.

## Frühe Jahre
Hiram Tuttle besuchte die öffentlichen Schulen seiner Heimat. Im Jahr 1846 kam er mit seinen Eltern nach Pittsfield, wo der Vater in einer Baumwollspinnerei arbeitete. Dort setzte er seine schulische Ausbildung an der Pittsfield Academy fort. Nach seiner Schulzeit arbeitete er für ein Bekleidungsgeschäft in Concord. Bald darauf wurde er Filialleiter dieser Firma und im Jahr 1858 erwarb er das Geschäft in Pittsfield. Hiram Tuttle blieb bis zu seinem Tod mit dem Kleidergeschäft verbunden. Darüber hinaus engagierte er sich aber auch im Holzgeschäft und im Bankwesen. Tuttle war auch im Immobilienhandel und im Eisenbahngeschäft involviert.

## Politischer Aufstieg
Tuttle war Mitglied der Republikanischen Partei. Im Jahr 1860 wurde er Gemeindevollzugsbeamter (Town Clerk) in Pittsfield. In den Jahren 1873 und 1874 war er Abgeordneter im Repräsentantenhaus von New Hampshire. Zwischen 1875 und 1877 war er militärischer Berater von Gouverneur Person Colby Cheney und von 1878 bis 1881 war er Mitglied des Beraterstabes von Gouverneurs Nathaniel Head. Im Jahr 1888 war er Delegierter zur Republican National Convention, bei der Benjamin Harrison als Präsidentschaftskandidat nominiert wurde. Im selben Jahr bewarb er sich erfolglos um die Nominierung seiner Partei für das Amt des Gouverneurs.

## Gouverneur von New Hampshire
Im Jahr 1890 wurde er dann von seiner Partei als Kandidat für die Gouverneurswahl nominiert. Das Wahlergebnis war, wie schon bei einigen Gouverneurswahlen in den Jahren zuvor, so knapp, dass die Legislative über den Wahlausgang entscheiden musste. Diese stimmte für Tuttle, der dann am 8. Januar 1891 sein neues Amt antreten konnte. In seiner Amtszeit wurde in Concord eine neue staatliche Bücherei eröffnet und in Durham wurde eine Landwirtschaftsschule gegründet. Der seit längerem anhaltende Konflikt mit den Eisenbahngesellschaften ging auch unter Gouverneur Tuttle weiter.

## Weiterer Lebenslauf
Nach dem Ende seiner Amtszeit bewarb sich Tuttle im Jahr 1894 erfolglos um die Nominierung seiner Partei für die Kongresswahlen. Danach zog er sich aus der Politik zurück. Hiram Tuttle starb im Februar 1911. Mit seiner Frau Mary C. French hatte er ein Kind.